# Tobias Clausnitzer

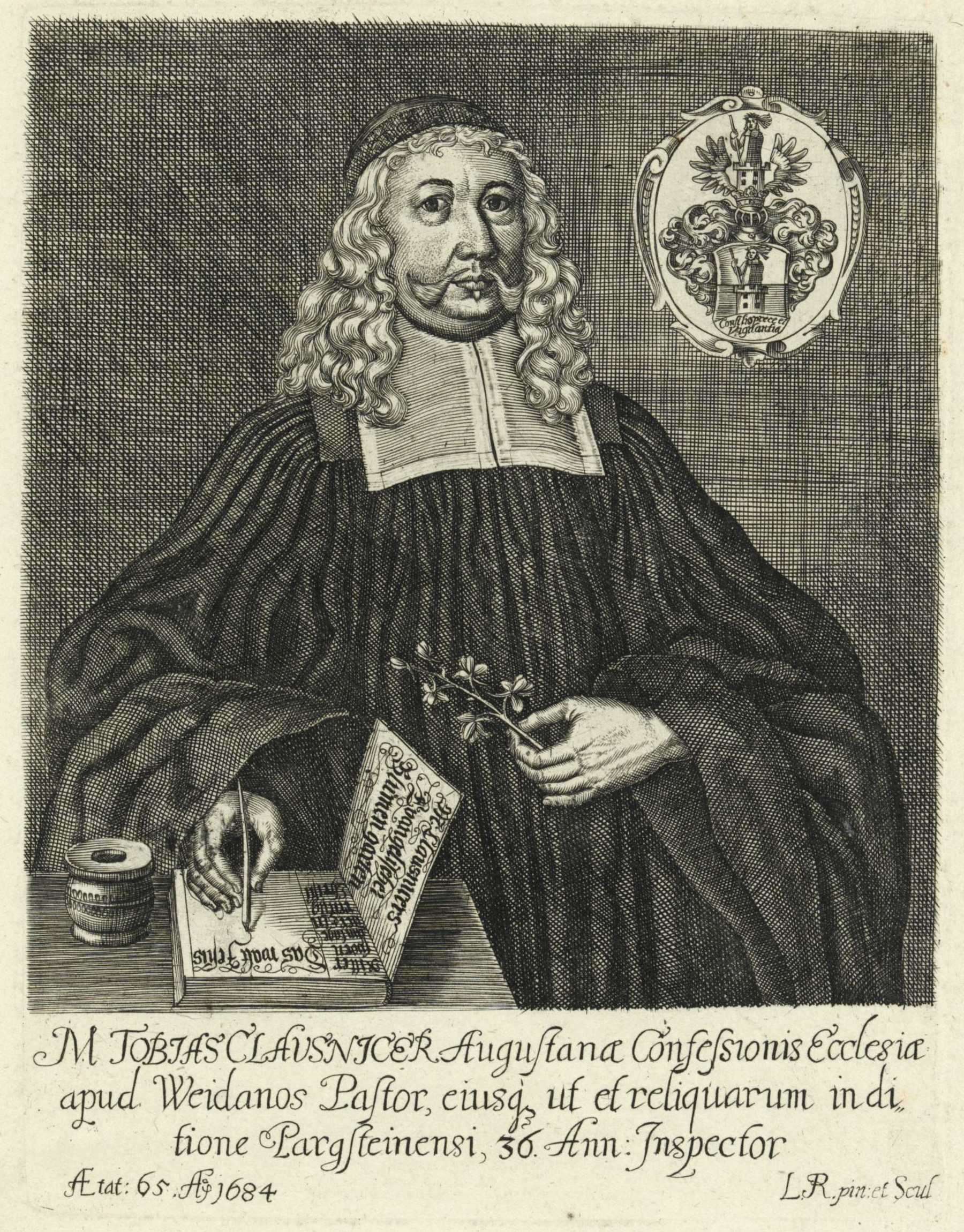
Tobias Clausnitzer 1684

Tobias Clausnitzer (* 5. Februar 1619 in Thum; † 7. Mai 1684 in Weiden in der Oberpfalz) war ein deutscher lutherischer Geistlicher und Kirchenliederdichter.

## Leben und Wirken

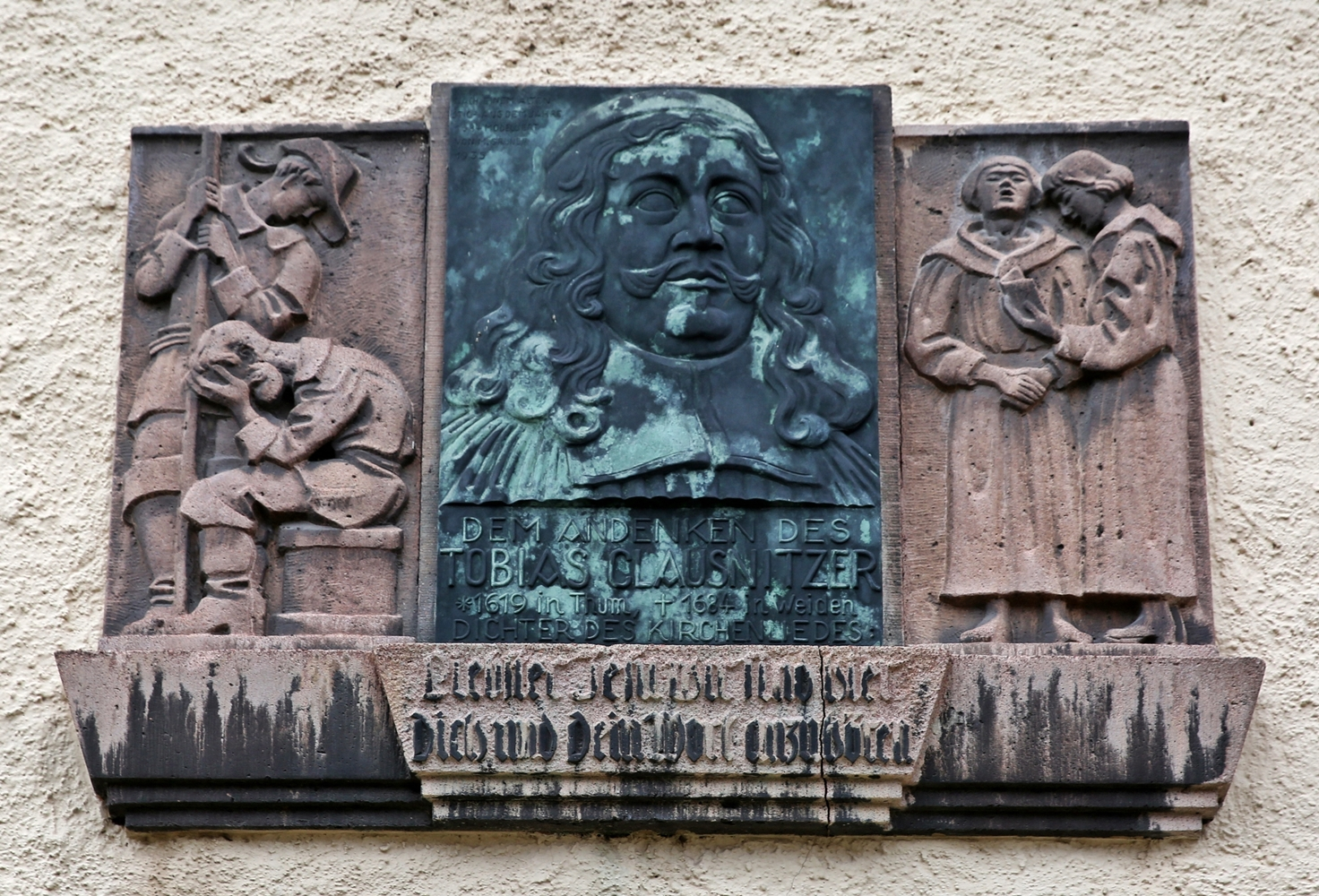
Gedenktafel an der St.-Annen-Kirche in Thum

Clausnitzer wurde als Sohn eines Kärrners und Landfuhrmanns in Thum geboren. Er studierte ab 1642 Evangelische Theologie an der Universität Leipzig. Im Jahr 1644 wurde er Feldprediger in einem schwedischen Regiment. Nachdem er 1649 in Weiden auf Befehl des schwedischen Generals Wrangel die Feldpredigt zur Feier des Westfälischen Friedens hielt, wurde er dort Pfarrer und später auch kurpfälzischer Kirchenrat und Inspektor des gemeinschaftlichen Amtes Parkstein und Weiden. Er starb 1684 als Superintendent in Weiden.
Neben zahlreichen Erbauungsschriften, Passions- und Festpredigten verfasste er ebenfalls einige Kirchenlieder.

## Werke
- Wir glauben all an einen Gott im Evangelischen Gesangbuch (EG) Nr. 779 Anhang Sachsen; (Melodie: Darmstadt, 1699)
- Herr Jesu, deine Angst und Pein im Evangelischen Gesangbuch (EG) Nr. 89 (1662; Melodie: Herr Jesu Christ, du höchstes Gut, EG Nr. 219)
- Liebster Jesu, wir sind hier, dich und dein Wort anzuhören im Evangelischen Gesangbuch (EG) Nr. 161 (Melodie: Johann Rudolph Ahle, 1664, erschienen bei Wolfgang Carl Briegel, 1687)
- Jesu, dein betrübtes Leiden, deine schwere Kreuzespein soll mein ganzes Denken sein im Evangelischen Kirchengesangbuch (EKG) Nr. 69 (in einer späteren Bearbeitung)
- Passions-Blume, Oder Trauriges Schau-Bild, Der gantz mitleidigen Natur, über dem hoch-schmertzlichen Leiden und Sterben, Unsers gecreutzigten Herrn Jesu. Endter: Nürnberg 1662 Digitalisat.